# Henricia irregularis
Henricia irregularis is een zeester uit de familie Echinasteridae.
De wetenschappelijke naam van de soort werd in 1940 gepubliceerd door Ryoji Hayashi.